# 竹清嘉措仁波切
堪布竹清嘉措 仁波切（藏語：མཁན་པོ་ཚུལ་ཁྲིམ་རྒྱ་མཚོ་རིན་པོ་ཆེ།，威利转写：mkhan po tshul khrim rgya mtsho rin po che，THL：Khenpo Tsultrim Gyamtso Rinpoche，1934年3月1日—2024年6月22日）是藏傳佛教噶瑪噶舉派三大長老之一，也是近代著名的學者與瑜伽士，也是第十七世大寶法王的上師之一。仁波切在全球廣傳教法，他以金剛道歌的歌舞傳承著名，仁波切除了教導了許多密勒日巴及偉大上師的證道歌以外，自己也譜寫了很多風格直接犀利的證道歌，以歌舞音韻來弘揚教法，人稱「當代的密勒日巴」。「竹清嘉措」在中文的意思是「戒律大海」。

## 早年
1934年仁波切生於西藏東部康區一個「人人修行之地」囊千，他在八歲時離家修行，受教於他的根本上師大瑜伽士喇嘛梭巴塔欽。仁波切早年效法瑜伽士在整個西藏地區，過著苦行僧的生活，常年在荒山墳場、岩洞靜處修習施身法。而後，仁波切至噶瑪噶舉的主寺噶舉楚布寺在大寶法王第十六世噶瑪巴·讓炯日佩多傑，及其它傳承上師的指導之下繼續修行。

## 流亡至印度
在1959年藏區騷亂之際，仁波切帶領了一群阿尼穿越了喜馬拉雅山逃離了西藏來到了不丹。爾後，仁波切在北印度的巴薩達爾(Buxador)西藏村待了九年，在那他全心研讀密續與四大教派法教。三十一歲時第十六世噶瑪巴·讓炯日佩多傑賜頒堪布資格，當時印度四大教派群僧雲集，一同學習、一同辯經，仁波切以他空派見地辯倒群僧，由第十四世達賴喇嘛賜頒拉讓巴格西學位。在大寶法王的指示之下，仁波切在不丹建立了尼寺，閉關中心與學校。

## 弘法行誼
由第十六世大寶法王指定，堪千創古仁波切與堪千竹清嘉措仁波切，同為大寶法王當時指派蔣貢康楚仁波切成立的噶瑪師利那瀾陀高等佛學院的主要導師；該佛學院為第十六世大寶法王主要駐地锡金隆德寺所屬的佛學院。法王指示，除了指定的轉世祖古之外，由噶瑪噶舉各大寺院推舉二名最優秀學僧加入第一屆學僧行列，仁波切在此教導了許多噶瑪噶舉的主要傳承持有者，如第七世竹慶本樂仁波切Dzogchen Ponlop Rinpoche、第十二世蘇曼噶旺仁波切（藏語：ཟུར་མང་གར་དབང་རིན་པོ་ཆེ།，THL：Zurmang Garwang Rinpoché）、第十世桑傑年巴仁波切（藏語：སངས་རྒྱས་མཉམ་པ་རིན་པོ་ཆེ།，THL：Sangye Nyenpa Rinpoché）與帝雅竹奔仁波切（Dilyak Drupon Rinpoche）等等。
直到西元2006宣布退休而不再作公開開示之前的三十年間，仁波切在世界各地廣傳教法，如丹麥、德國、英國、美國、新加坡與台灣等等地。目前仁波切駐錫於尼泊爾加德滿都的尼寺勝乘林（Tek Chok Ling）。
仁波切是竹慶本樂仁波切的根本上師，也是那瀾陀菩提佛學中心的主要精神導師。除此之外，仁波切也時常在香巴拉（Shambhala Buddhism）佛學中心給予教學。
西元1998年開始由主要華人弟子主動在台灣成立的馬爾巴佛學會，由仁波切授權且賜名為「深密解行」（藏語：ཟབ་བཟང་བཤད་སྐྲུབ།，THL：Zabsang Shedrub）、仁波切指派馬來西亞弟子於檳城成立的深密解行Zabsang Shedrub、以及於西元2017年仁波切指派成立並賜名，2024年正式將總部設於台灣的噶瑪光盛法洲總會 三乘佛學院/禪修院（藏語：ཀརྨ་འོད་གསལ་ཕུན་ཚོགས་ཆོས་གླིང་། Karma Osel Phuntsok Choling），皆是直屬仁波切的佛法中心。

## 著作

### 中文
- 《空，大自在的微笑——空性禪修漸進次第》，張老師出版社（2000），ISBN 9576934192
- 《仁波切我有問題》，全佛出版社（2007），ISBN 9789866936111
- 《大願王--普賢行願品解說》，眾生出版社（2010），ISBN 9789578813991
- 《為什麼看不見》，眾生出版社（2011），ISBN 9789866091032
- 《智慧之日》，德謙讓卓出版社（2012），ISBN 9789868797307
- 《座墊上昇起的繁星》，眾生出版社（2012），ISBN 9789866091131
- 《空性禪修五次第》，德謙讓卓出版社（2012），ISBN 9789868797352

### 英文
- Buddha Nature:The Mahayana Uttaratantra Shastra with Commentary by Jamgon Kongtrul and Khenpo Tsultrim Gyamtso Rinpoche, Snow Lion Publications (2000), ISBN 1-55939-128-6
- Maitreya's Distinguishing Phenomena and Pure Being, Commentary by Mipham and Khenpo Tsultrim Gyamtso Rinpoche, translated by Jim Scott, Snow Lion Publications (2004) ISBN 1-55939-215-0
- Progressive Stages of Meditation on Emptiness, by Khenpo Tsultrim Gyamtso Rinpoche, translated and arranged by Shenpen Hookham, Zhyisil Chokyi Ghatsal Publications (2001) ISBN 1-877294-01-2
- Stars of Wisdom: Analytical Meditation, Songs of Yogic Joy, and Prayers of Aspiration by Khenpo Tsultrim Gyamtso, translated by Ari Goldfield and Rose Taylor, Forewords by the Seventeenth Karmapa and the Dalai Lama, Shambhala Publications (2010), ISBN 1-59030-775-5
- The Sun of Wisdom: Teachings on the Noble Nagarjuna's Fundamental Wisdom of the Middle Way by Khenpo Tsultrim Gyamtso Rinpoche, Shambhala Publications (2003), ISBN 1-57062-999-4
- The Moon of Wisdom: Chapter Six of Chandrakirti's Entering the Middle Way with commentary from the Eighth Karmapa Mikyo Dorje's Chariot of the Dagpo Kagyu Siddhas translated under the guidance of Khenpo Tsultrim Gyamtso Rinpoche by Ari Goldfield, Jules Levinson, Jim Scott & Birgit Scott, Snow Lion Publications (2005), ISBN 978-1-55939-231-0, ISBN 1-55939-231-2

## 外部連結
- 堪布仁波切官方網站 （页面存档备份，存于）
- 正知國際|堪布 竹清嘉措仁波切
- 馬爾巴佛學中心 （页面存档备份，存于）